# Avenue Léon-Blum (Toulouse)
Pour les articles homonymes, voir Avenue Léon-Blum.
L'avenue Léon-Blum (en occitan : avenguda Léon Blum) est une voie publique de Toulouse, chef-lieu de la région Occitanie, dans le Midi de la France. Elle traverse le quartier Jolimont dans le secteur 4 - Est.

## Situation et accès

### Voies rencontrées
L'avenue Léon-Blum rencontre les voies suivantes, dans l'ordre des numéros croissants (« g » indique que la rue se situe à gauche, « d » à droite) :
1. Avenue Georges-Pompidou (g)
2. Rue Léon-Jouhaux (d)
3. Place Pierre-Benech (d)
4. Rue Jolimont (g)
5. Rue Léon-Jouhaux (d)
6. Rue des Redoutes (g)
7. Rue de la Caravelle - accès piéton (g)
8. Avenue Yves-Brunaud (g)
9. Avenue Jacques-Chirac

### Transports
L'avenue Léon-Blum donne accès à la station Jolimont, sur la ligne de métro , où se trouve également le terminus de la ligne de bus 37.
Il existe plusieurs stations de vélos en libre-service VélôToulouse à proximité immédiate de l'avenue Léon-Blum : les stations no 212 (rue de la Chaumière) et no 251 (26 avenue Léon-Blum). Cette dernière, située sur la pente de la butte du Calvinet, est depuis 2017 considérée comme une station Bonus, qui permet de cumuler du temps supplémentaire pour les abonnés qui y ramènent leur vélo.

## Odonymie

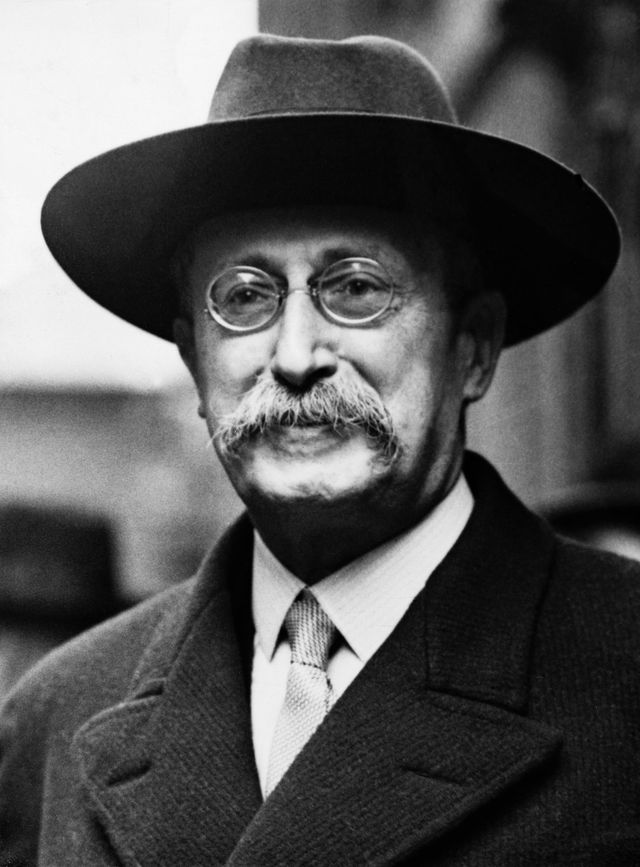
Léon Blum en 1936 (Keystone Paris).

L'avenue porte le nom de Léon Blum (1872-1950), personnalité politique socialiste de l'entre-deux-guerres et figure du Front populaire entre 1936 et 1938. Léon Blum eut des liens avec la ville de Toulouse et avec sa région. Le 24 mars 1929, il participa à l'inauguration du monument à Jean Jaurès dans le square du Capitole (actuel square Charles-de-Gaulle). La même année, il fut élu, à l'occasion d'une législative partielle à Narbonne, député de l'Aude, et il conserva ce siège jusqu'en 1940. En 1934, le maire de Toulouse, Étienne Billières, l'avait nommé citoyen d'honneur de la ville. Au mois de juin 1940, au moment de la défaite, il se réfugia et se cacha à Colomiers, au château de l'Armurié, qui appartenait au gendre d'Eugène Montel.
L'avenue, tracée en 1952, prit son nom par décision du conseil municipal dirigé par le socialiste Raymond Badiou. Elle s'insère dans la continuité des allées Jean-Jaurès.

## Patrimoine et lieux d'intérêt

### Cité de Jolimont
La cité de Jolimont est construite en plusieurs tranches entre 1949 et 1961 par un groupement d'architectes : Roger Brunerie, Marie-Louise et René Cordier, Joachim et Pierre Génard, et Yves Vieulet. L'ensemble est représentatif de la construction des grands ensembles durant la période de la Reconstruction.
- no  22 : résidence de l'Observatoire. 
La résidence de l'Observatoire est construite entre 1954 et 1957. L'immeuble de grande hauteur s'élève sur 54 mètres et 19 niveaux : trois niveaux dévolus aux commerces qui s'ouvrent au niveau de l'avenue Léon-Blum et de la place Commerciale-de-Jolimont, et 15 étages occupés par les logements[5],[6].

- no  26-48 : résidence Les Y. 
La résidence les Y, qui correspond à la dernière tranche de la cité de Jolimont, est construite entre 1960 et 1961. Elle tient son nom de son plan même, composé de Y imbriqués. Le bâtiment, long de 550 mètres, se développe en suivant la pente, le long de l'avenue Léon-Blum. Chaque corps de bâtiment compte sept étages, pour une hauteur totale de 26 mètres[7].

### Immeubles
- no  7 : résidence Jolimont. 
L'immeuble, construit entre 1964 et 1965, s'élève sur 51 mètres et 16 étages.